# USS Frankford (DD-497)
USS Frankford (DD-497) là một tàu khu trục lớp Gleaves được Hải quân Hoa Kỳ chế tạo trong Chiến tranh Thế giới thứ hai. Nó đã tham gia suốt Thế Chiến II, sống sót qua cuộc xung đột, ngừng hoạt động năm 1946 và bị đánh chìm như một mục tiêu năm 1973. Nó là chiếc tàu chiến duy nhất của Hải quân Hoa Kỳ được đặt theo tên John Frankford, thuyền trưởng chiếc tàu lùng Belvedere trong cuộc Chiến tranh Quasi với Pháp.

## Thiết kế và chế tạo
Frankford được chế tạo tại xưởng tàu của hãng Seattle-Tacoma Shipbuilding Corporation ở Seattle, Washington. Nó được đặt lườn vào ngày 5 tháng 6 năm 1941; được hạ thủy vào ngày 17 tháng 5 năm 1942, và được đỡ đầu bởi bà William F. Gibbs. Con tàu được cho nhập biên chế cùng Hải quân Hoa Kỳ vào ngày 31 tháng 3 năm 1943 dưới quyền chỉ huy của Thiếu tá Hải quân T. J. Thornhill.

## Lịch sử hoạt động
Sau các hoạt động hộ tống ven biển, từ ngày 27 tháng 6 đến ngày 29 tháng 11 năm 1943, Frankford thực hiện ba chuyến đi hộ tống các đoàn tàu vận tải vùng bờ Đông đến Casablanca và Bắc Ireland. Sau đó nó quay trở lại nhiệm vụ hộ tống ven biển, tuần tra chống tàu ngầm, cũng như huấn luyện thủy thủ đoàn cho tàu khu trục tại Căn cứ Hải quân Norfolk cho đến ngày 18 tháng 4 năm 1944, khi nó khởi hành từ New York để đi Plymouth, Anh Quốc. Để chuẩn bị cho cuộc Đổ bộ Normandy sắp đến, nó hộ tống các tàu vận chuyển và các tàu khác đến huấn luyện tại vùng biển Scotland và đến điểm tập trung phía Nam Anh Quốc. Vào ngày 5 tháng 6, nó rời Plymouth hướng đến bãi Omaha, và sang hôm sau, ngày D 6 tháng 6, nó bắn pháo hỗ trợ cho cuộc đổ bộ đang bị ngăn trở rồi tham gia bảo vệ cho khu vực. Ngoài việc vớt những người sống sót từ các con tàu bị trúng mìn và phi công bị bắn rơi, nó còn phải đánh trả các tàu phóng lôi E-boat đối phương. Ngoại trừ một chuyến đi kéo dài hai ngày quay trở về Plymouth để tiếp tế và tiếp nhiên liệu, nó ở lại làm nhiệm vụ ngoài khơi Baie de la Seine cho đến ngày 15 tháng 7.
Ba ngày sau, Frankford khởi hành từ Plymouth để hộ tống cho một nhóm tàu đổ bộ đi sang Địa Trung Hải, và vào ngày 6 tháng 8 đã đi đến Naples chuẩn bị tham gia Chiến dịch Dragoon, cuộc đổ bộ của lực lượng Đồng Minh lên miền Nam nước Pháp. Lực lượng đặc nhiệm của nó lên đường vào ngày 13 tháng 8, và chiếc tàu khu trục đã tuần tra ngoài khơi bãi đổ bộ trong những ngày tiếp theo. Trong đêm 17-18 tháng 8, nó cùng một tàu khu trục khác đối đầu với một nhóm tàu phóng lôi đối phương, đánh chìm ba chiếc và chiếm giữ một chiếc mà sau đó cũng bị đắm. Đến ngày 30 tháng 8, nó đi đến và sau khi ghé qua nhiều cảng tại Địa Trung Hải, đã về đến New York vào ngày 3 tháng 10 để đại tu.
Frankford hoạt động thực tập, tuần tra và săn tìm tàu ngầm đối phương dọc theo vùng bờ Đông cho đến ngày 21 tháng 1 năm 1945, khi nó khởi hành từ Norfolk, Virginia cho một cuộc gặp gỡ ngoài khơi quần đảo Azores. Tại đây nó hộ tống cho tàu tuần dương hạng nặng Quincy (CA-71) đưa Tổng thống Franklin D. Roosevelt đi Malta trên đường tham dự Hội nghị Yalta. Nó phục vụ tuần tra giải cứu không-biển tại khu vực Đông Địa Trung Hải trong chuyến bay khứ hồi của Tổng thống, trước khi quay trở về New York vào ngày 27 tháng 2. Chiếc tàu khu trục tuần tra chống tàu ngầm dọc bờ biển Đại Tây Dương và hộ tống các chuyến đi huấn luyện của tàu sân bay cho đến ngày 10 tháng 5, khi nó quay trở về New York.
Frankford đi đến Trân Châu Cảng vào ngày 8 tháng 8, và sau khi thực tập tại khu vực quần đảo Hawaii đã lên đường đi sang Tây Thái Bình Dương làm nhiệm vụ chiếm đóng. Nó hoạt động cùng các tàu quét mìn ngoài khơi bờ biển Nhật Bản, bảo vệ cho các cuộc đổ bộ lên Honshū, và vào ngày 25 tháng 10 đã khởi hành từ vịnh Tokyo để quay về vùng bờ Đông. Chiếc tàu khu trục được cho xuất biên chế vào ngày 4 tháng 3 năm 1946 và được đưa về lực lượng dự bị tại Charleston, South Carolina.
Frankford được cho rút khỏi danh sách Đăng bạ Hải quân vào ngày 1 tháng 6 năm 1971, rồi bị đánh chìm như một mục tiêu ngoài khơi Puerto Rico vào ngày 4 tháng 12 năm 1973.

## Phần thưởng
Frankford được tặng thưởng hai Ngôi sao Chiến trận do thành tích phục vụ trong Thế Chiến II.